# Libero Bizzarri
Libero Bizzarri (Montalto delle Marche, 3 maggio 1926 – San Benedetto del Tronto, 31 marzo 1986) è stato un giornalista, regista e scrittore italiano.

## Biografia
Svolge attività politica e giornalistica. Nel 1949 si trasferisce a Roma dove lavora alla redazione de l'Avanti!, di Mondoperaio e di Lavoro. Inizia ad interessarsi di cinema, partecipando all'attività del Circolo Italiano del Cinema, che raccoglie le personalità più rappresentative della cultura e del mondo dello spettacolo.
Collabora a diverse riviste specializzate, appassionandosi soprattutto ai problemi economici e strutturali del settore. Insieme a Libero Solaroli è autore del volume L'industria cinematografica italiana.
Ha svolto intensa attività di documentarista, ottenendo premi e riconoscimenti alla Mostra internazionale d'arte cinematografica di Venezia, al Festival internazionale del cinema di Berlino, al Festival cinematografico internazionale di Mosca, di Festival internazionale del cinema di Karlovy Vary.
Con Boccioni e i futuristi fu candidato al premio Oscar per il cortometraggio. Con un gruppo di altri registi prese parte alla realizzazione del film I misteri di Roma di Cesare Zavattini. Nel 1976 entra alla RAI.
Fra i suoi lavori più significativi: Le repubbliche partigiane, La vera storia del generale Custer, Enrico Mattei, Togliatti, Badoglio, regie di varie rubriche fra cui la prima serie della trasmissione Di tasca nostra.
Poco prima di morire, stava lavorando ad una serie su I protagonisti del nostro tempo, incentrata sugli italiani che hanno raggiunto posizioni di rilievo nel mondo.
Ha insegnato al Centro Sperimentale di Cinematografia ed era docente di Teorie e Tecniche del Linguaggio cinematografico e televisivo all'Istituto Superiore di Giornalismo.
All'impegno professionale Libero Bizzarri ha sempre unito l'impegno civile: tra i fondatori e gli animatori dell'associazione Cinema democratico, dirigente del RRTA, membro del Dipartimento Spettacolo del Partito Comunista Italiano.

### Premio Libero Bizzarri
Nel 1994 viene istituita una fondazione a suo nome che organizza il Festival del Documentario - Premio Libero Bizzarri per la promozione e la diffusione del cinema documentario .